# Nephodia curvifascia
Nephodia curvifascia är en fjärilsart som beskrevs av W. Warren 1901. Nephodia curvifascia ingår i släktet Nephodia och familjen mätare. Inga underarter finns listade i Catalogue of Life.